# Хивел ап Оуайн

Уэльс в X—XI веках

Хивел ап Оуайн (валл. Hywel ap Owain; умер в 1043) — король Гливисинга в 990—1043 годы.

## Биография
Одни источники считают, что Хивел, сын Оуайна, сына короля Гливисинга и Гвента Моргана Великого, наследовал своему дяде Идваллону, вместе со своими братьями Рисом и Иестином, в 990 году, после чего Рис умер около 1000 года, а Иестин, около 1015 года. Другой же, что они унаследовали Гливисинг от своего отца. По другой версии, их отец умер в 983 году, ему наследовал Ител Чёрный, и только потом Хивел с братьями около 990 года. Еще один источник считает что они наследовали Идваллону, в 1005 году, и то не все, и не сразу, а их отец умер до этого в 1001 году. Далее, Рис правит с братом не до 1000, а до 1035 года. С 1015 года, ему соправительствует его племянник Ридерх, который в 1023 году прибрал к рукам соседний Дехейбарт, как гласит запись в «Хронике принцев», Ридерх становится «правителем юга». В жалованных грамотах Ридерха, сохранённых в «Книге из Лландава», племянник Хивела, именуется королём Морганнуга, однако там же зафиксированы его претензии на власть над всем Уэльсом. Лландавские записи говорят о нём как о «правителе всего Уэльса, кроме острова Мона, которым владеет Иаго ап Идвал»; странно что Хивел не упоминается.
«Гвентианская хроника» за 1032 год сообщает, что «саксы пришли в Гламорган, и в Истрадиуайне произошло сражение, где они убили Кинана ап Сейсилла (брата Лливелина) и всех его сыновей». Тогда же его брат, Ротперт, лорд Эссиллта, победил саксов и заключил мир с Иестином.
В 1033 году Ридерх был убит и новым соправителем Хивела стал, сын Ридерха, Грифид. Источники сходятся в одном, что Хивел умер в 1043 году, однако, скорее всего они спутали его с его дядей, Хивелом, сыном Моргана Великого, которого Гвентианская хроника упоминает как умершего в 130 лет в 1043 году. В этой же Хронике, за 1043 год, по поводу смерти Хивела ап Моргана, говорится, что «Иестин сын Гургана … худший принц из когда-либо встречавшихся в Уэльсе» и что он наследовал Хивелу. Сам же Хивел ап Оуайн ап Морган умер в возрасте около 80 лет, был удельным королём Гливисинга, да ещё и поэтом.